# Американский корсак
Америка́нский корса́к, или ка́рликовая прово́рная лиси́ца, или лиси́ца пре́рий (лат. Vulpes velox) — хищное млекопитающее рода лисиц семейства псовых. В последнее время этот вид объединяют с американской лисицей (Vulpes macrotis) под общим названием Vulpes velox. Видовое название velox в переводе с латинского означает «быстрый».

## Внешний вид
Американский корсак — мелкая серая лисица с большими ушами и с широкой короткой мордой. Высота в холке около 30 см, длина тела — 37—53 см, длина хвоста — 22—35 см; масса — 2—3 кг. Самцы чуть крупнее самок. Мех густой, недлинный, хвост пышный. Обычный окрас светло-серый, с рыжими подпалинами на боках и ногах; летом мех становится рыжее. На брюхе и горле мех светлее. Кончик хвоста чёрный. На морде, по обеим сторонам носа чёрные отметины.

## Распространение
Первоначально американский корсак встречался на открытых травянистых равнинах и в пустынях от юго-западной Канады (юго—восток провинции Альберта, юг Саскачевана, юго-запад Манитобы) через Великие равнины до штата Техас. На территории Канады она совершенно исчезла в 1930-х гг. В настоящее время самые большие популяции американского корсака сохранились в США к востоку от Скалистых гор — Вайоминг, Колорадо, Канзас и Нью-Мексико; водится она также в Монтане, Северной и Южной Дакоте, Небраске, Оклахоме и на северо-западе Техаса. Редка в Айдахо и Орегоне.
Подвид Vulpes velox mutica (раньше Vulpes macrotis) водится в США к западу от Скалистых гор — Аризоне, Юте, Неваде и в южной Калифорнии. На востоке Нью-Мексико и на западе Техаса существует зона гибридизации между американской лисицей и американским корсаком.

## Образ жизни и питание
Американский корсак водится в открытых низкотравных прериях, на травянистых равнинах и в сухих полупустынях. Как и все обитатели аридных областей, летом ведёт ночной или сумеречный образ жизни; зимой может принимать солнечные ванны и днём. Летнюю дневную жару или ветреные дни она пережидает в глубоких, длинных подземных норах, которые американские корсаки выкапывают сами, обычно на склонах холмов. Реже они занимают пустующие норы американского барсука или сусликов. Убежищ несколько, до 13.
Американские корсаки не территориальны, границ участков не метят. Домашний участок занимает площадь от 1,5 до 5 км²; в тех местах, где участки небольшие, они перекрывают друг друга. Последние исследования показали, что социальная организация американских корсаков необычна для псовых — самки остаются и охраняют участки, тогда как самцы переселяются, если постоянную самку убрать с участка. Возможно, это связано с тем, что самцы американских лисиц играют меньшую роль в выкармливании молодняка, чем самцы многих псовых, поскольку летом, когда щенки растут, американские лисицы кормятся преимущественно насекомыми.
Питаются в основном грызунами и кроликами, а также птицами, которые гнездятся на земле (как луговые трупиалы), рептилиями и плодами. Зимой важным источником пищи служит падаль, остающаяся от более крупных хищников. Летом американские корсаки поедают множество насекомых, включая жуков, кузнечиков и саранчу (до 50 % рациона). Сами лисицы страдают от нападений койотов.
Эти животные очень скрытны, и об их образе жизни мало что известно. Они очень боязливы и в случае опасности стремительно убегают, развивая скорость до 60 км/ч и легко меняя направление бега; отсюда их видовое название — «быстрая лисица».

## Размножение
Американские корсаки моногамны; пары обычно формируются в октябре—ноябре. Сезон размножения длится с конца декабря (юг США) по март (Канада). Детёныши рождаются после 50—60 дней беременности, с марта по май. В помёте 3—6 щенков. Как правило, рождается больше самцов, но в целом в популяции поддерживается равновесие между количеством самцов и самок. Глаза у лисят открываются на 10—15 день, в норе они остаются до конца первого месяца жизни. Молочное вскармливание продолжается 6—7 недель. В трехмесячном возрасте лисята уже охотятся наравне с родителями. Самец помогает выращивать потомство. Семейная группа распадается только в сентябре—октябре, и молодые лисы отправляются на поиски собственных участков.
Половой зрелости самцы достигают в год; самки позже — в 2 года. Продолжительность жизни в природе — 3—4 года, в неволе — до 13 лет.

## Статус популяции

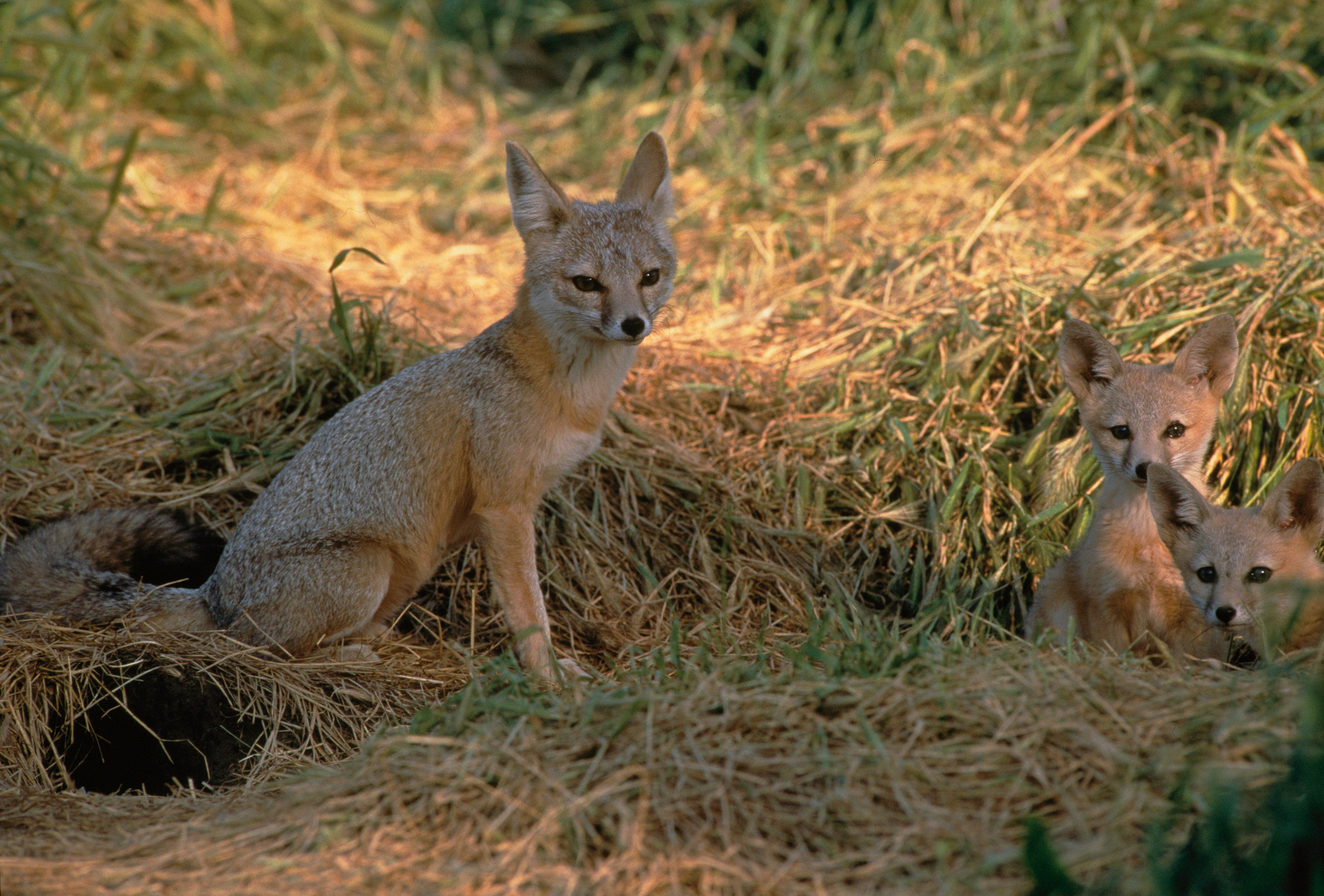
Сан-хоакинский подвид американской лисицы, Vulpes velox mutica (самка со щенками)

Американский корсак не относится к числу видов, занесённых в международную Красную Книгу, однако её численность и ареал сильно сократились в течение XX века. В XIX—начале XX вв. американские корсаки активно добывались ради шкурок, хотя их мех никогда не ценился высоко из-за своей грубости и небольшого размера шкурок. Часто эти лисицы попадаются в капканы, поставленные на обыкновенных лис и койотов. Свою роль в сокращении поголовья американских корсаков сыграло также использование ядовитых веществ для истребления грызунов и разрушение их привычной среды обитания, низкотравных прерий.
В начале XX века американские корсаки быстро исчезли на территории Канады; последний экземпляр был убит в провинции Саскачеван в 1928. В 1978 в Канаде этот вид был объявлен вымершим. Действующие, начиная с 1984, программы по вторичному заселению лисиц привели к тому, что сейчас на юге провинций Альберта и Саскачеван обитает порядка 350 особей.
Статус популяции американского корсака на территории США сильно варьируется, в зависимости от подвида и ареала. Так подвид Vulpes velox mutica, обитающий на западе центральной Калифорнии, считается находящимся под угрозой (осталось всего 7 000 особей), а более северный подвид Vulpes velox velox — довольно обычным.

## Подвиды
- Vulpes velox arsipus;
- Vulpes velox devia;
- Vulpes velox hebes;
- Vulpes velox macrotis;
- Vulpes velox mutica;
- Vulpes velox neomexiana;
- Vulpes velox tenuirostris;
- Vulpes velox zinseri.